# 川上冬崖

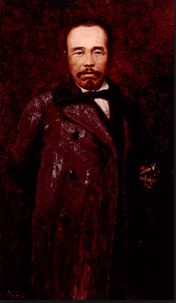
小山正太郎による『川上冬崖像』（東京藝術大学大学美術館所蔵）

川上 冬崖（かわかみ とうがい、文政11年6月11日〈1828年7月22日〉? - 明治14年〈1881年〉5月3日）は、幕末から明治前期にかけて活躍した南画家、洋風画家、図画教育者である。諱は寛（ひろし）、幼名は斧松、字は子栗、通称は万之丞。

## 略歴
文政11年（1828年、文政10年〈1827年〉生まれとも言われる）、信濃国高井郡松代藩領福島新田村（現長野県長野市）に山岸瀬左衛門の末子として生まれる。母の実家である墨坂神社宮司方から須坂藩藩校立政館に学ぶ。弘化元年（1844年）江戸に出て上野寛永寺東叡院の小従となり、同院に出入れしていた円山四条派の絵師大西椿年に写生画を学んだ。嘉永4年（1851年）に幕府御家人株を購入、川上仙之助の養子となり、以後川上姓を名乗る。幕臣となり蕃書調所へ出仕、安政4年（1857年）2月に蕃書調所句読教授出役、同年7月に蕃書調所絵図調出役に命ぜられ、その直後長崎海軍伝習所に赴く。そこでオランダ書の翻訳を通じ遠近法、製図、測量術などを研究し、石版画などの模写を行う。文久元年（1861年）、画学局が開設されると画学局出役、翌年同局筆頭になり、少し後に入局する高橋由一と共に、博物図譜制作にあたるなどの活発な活動をみせる。慶応元年（1865年）、將軍徳川家茂に従って上京、技術者として製図・写真撮影に従事した。
明治維新後は明治2年下谷御徒町の700坪に及ぶ自らの屋敷内に画塾「聴香読画館」を開く。そのカリキュラムや塾生について正確な記録は残っていないが、小山正太郎、松岡寿、印藤（千葉）真楯、川村清雄、中丸精十郎、松井昇、浦井韶三郎らを指導する。また、地理書「輿地誌略」の挿絵を銅版画で描いたり、石版技術を研究し「写景法範」という習画帳や西洋画の一般指導書「西画指南」を刊行、洋画法の普及に功績を残す。明治9年（1876年）には明治天皇の北海道行幸に随行して、2点の油画を制作献納している。ただし、冬崖の油彩画は書物から学んだ技法を中心とするもので、西洋画と呼びうる作品は多くは残っていない。そもそもタブローの基準作が定まっておらず、真贋の鑑定が難しい。その一方で、冬崖は伝統的な日本画を多く描き、下谷の文人サロン「半閑社」のメンバーと親しく交遊し、聴香読画館も当初は南画を学ぶ者が多かった。伸びやかな筆致による花鳥画の優品を見る限り、洋画より南画に才能を持っていたようだ。明治10年（1877年）の第一回内国勧業博覧会では美術部の審査主任を務めており、これは冬崖が伝統美術と西洋美術の両方に通じていたことからの人選だと考えられる。一方、明治5年10月より陸軍兵学寮に出仕し、明治11年（1878年）からは参謀本部地図課に勤めた。明治14年（1881年）第二回内国勧業博覧会でも審査官を務めるも、熱海で自殺。部下の起こした清公使館への地図密売事件の責任を取ったとされるが、詳細は不明。墓所は谷中霊園。

## 主な作品
| 作品名         | 技法     | 形状・員数 | 寸法（縦x横cm） | 所有者                 | 年代                           | 落款・印章                                                                    | 備考 |
| -------------- | -------- | ---------- | --------------- | ---------------------- | ------------------------------ | ----------------------------------------------------------------------------- | --- |
| 蝦蟇図         | 着彩、絹 |            |                 | 早稲田大学図書館       | 1857--73年（安政4ー明治6年）頃 |                                                                               | 学術的に冬崖真筆としてもっとも確実な作品。 |
| ナポレオン像   | 水彩、紙 |            |                 | 長野県立美術館         | 製作年不詳                     |                                                                               | ポール・ドラローシュの《フォンテンブローのナポレオン像》（ライプツィヒ造形美術館蔵）の上半身模写。本作の複製画が日本にもたらされ、開成所周辺にあったと推測される。 |
| 玉堂富貴図     |          |            |                 | 長野県立美術館         | 1878年（明治11年）             |                                                                               | |
| 風景図         |          |            |                 | 東京国立博物館         | 1878年（明治11年）頃           |                                                                               | |
| 山水花鳥雑画帖 |          |            |                 | 東京国立博物館         |                                |                                                                               | |
| 梅に水鳥図     | 絹本著色 | 1幅        | 69.0x104.3      | 三の丸尚蔵館           | 1879年（明治12年）             |                                                                               | 元は額装。 |
| 玉堂富貴図     | 紙本墨画 | 1幅        | 132.2x33.2      | 東京芸術大学大学美術館 | 1880年（明治13年）             | 款記「歳庚辰小春月上瀚写於崑崙墨花室」/「川上寛」白文方印・「冬崖菴」白文方印 | |
| 騎馬人物       | 紙、鉛筆 |            | 64.8x96.0       | 東京芸術大学大学美術館 |                                |                                                                               | 伝川上冬崖 |
| 婦人像         | 紙、水彩 |            | 56.2x46.0       | 東京芸術大学大学美術館 |                                |                                                                               | 伝川上冬崖 |

## 川上冬崖を題材とした小説
- 井出孫六『アトラス伝説』（冬樹社、1974年／文春文庫、1981年、夏堀正元解説）、短編4篇

初出1970年、上記作品で1975年に第72回（1974年度下半期）直木賞を受賞）

## 参考資料
- 坂本令太郎『近代を築いたひとびと 1』農山漁村文化協会、1975年
- 赤羽篤外編『長野県歴史人物大事典』郷土出版社、1989年
- 『日本美術館』小学館、pp.844-845、1997年 ISBN 978-4-096-99701-7
- 山梨絵美子『日本の美術349 高橋由一と明治前期の洋画』至文堂、1995年 ISBN 978-4-784-33349-3
- 滝澤正幸 「基調講演2 川上冬崖と開成所資料」静岡市美術館編集・発行 『シンポジウム報告書 「徳川慶喜の油彩画を読む―幕府開成所と近代洋画」』 2018年3月31日、pp.30-39